# Saint-Sulpice-de-Mareuil

Saint-Sulpice-de-Mareuil este o comună în departamentul Dordogne din sud-vestul Franței. În 2009 avea o populație de 125 de locuitori.

## Evoluția populației
| An        | 1975 | 1982 | 1990 | 1999 | 2006 | 2009 |
| --------- | ---- | ---- | ---- | ---- | ---- | ---- |
| Populație | 137  | 128  | 131  | 114  | 114  | 125  |